# 제12회 서울국제사랑영화제
제12회 서울국제사랑영화제는 2015년 4월 23일에 열린 시상식이다.

## 수상 및 후보

### 아가페상
- 자전거 도둑 - 민용근 수상

### 배우상
- 자전거 도둑 - 박주희 수상

### 관객상
- 손님 - 박주영 수상

### 심사위원특별상(단편경쟁부문)
- 남매 - 박근범 수상

### 아가페 초이스
- 디프렛 - 제레자네이 버헤인 머하리
- 브룩클린 - 파스칼 테사드
- 옥수수 섬 - 게오르게 오바슈빌리
- 트레이시스 오브 샌들우드 - 마리아 리폴
- 더 원더스 - 알리체 로르와커
- 한강블루스 - 이무영
- 천국의 속삭임 - 크리스티아노 보르토네
- 숏텀 12 - 데스틴 크리튼

### 미션 초이스
- 캘버리 - 존 마이클 맥도나프
- 싱 오버 미 - 제이콥 킨드버그
- 신은 죽지 않았다 - 해롤드 크론크
- 순교 - 김상철
- 이다 - 파벨 포리코브스키
- 어 리를 걸스 프레어 - 권순도
- 독도의 영웅 - 권순도

### 스페셜1.미래의 꿈, 우리의 학교
- 클래스 - 로랑 캉테
- 라자르 선생님 - 필리프 팔라도
- 시선 1318 - 김태용
- 학교 가는 길 - 하나 마흐말바프
- 디태치먼트 - 토니 케이

### 스페셜2.감독 스페셜:고레에다 히로카즈
- 그렇게 아버지가 된다 - 고레에다 히로카즈
- 진짜로 일어날지도 몰라 기적 - 고레에다 히로카즈
- 걸어도 걸어도 - 고레에다 히로카즈
- 아무도 모른다 - 고레에다 히로카즈
- 또 하나의 교육 - 고레에다 히로카즈

### 해외영화제 단편특선
- 이상한 나라의 김민수 - 심찬양
- 애드벌룬 - 이우정
- 손님 - 윤가은
- 세이프 - 문병곤
- 호산나 - 나영길
- 숨 - 권현주
- 초대 - 유민영
- 울게 하소서 - 한은영

### 국제 단편 경쟁
- 에이티엠 - 조성균
- 결혼전야 - 이란희
- 고등어 - 문인수
- 만일의 세계 - 임대형
- 명희 - 김태훈
- 셀푸카메라 - 최정열
- 순전한 간디 - 성연태
- 아귀 - 송우진
- 야누스 - 김성환
- 영희씨 - 방우리
- 옆 구르기 - 안주영
- 일등급이다 - 이정호
- 조문 - 이정곤
- 컷글라스 그릇 - 임연정
- 탈리타 쿰 - 박현영